# Safaera
«Safaera» es una canción de los cantantes puertorriqueños Bad Bunny y Ñengo Flow y el dúo puertorriqueño Jowell & Randy. Se lanzó el 29 de febrero de 2020 a través de Rimas Entertainment, como la decimoquinta pista del segundo álbum de estudio de Bunny, YHLQMDLG.

## Antecedentes y composición
En marzo de 2020, la canción inspiró el "SafaeraChallenge" y el "#AbuelaChallenge", que se hicieron virales en la aplicación TikTok. Este último vio especialmente a personas mayores bailando la canción mientras estaban en cuarentena debido a la pandemia del COVID-19.
Debido a su estructura, la canción fue descrita como una "sinfonía de reguetón". Durante su curso, la canción "se aventura a través de al menos ocho cambios de timbres con el mismo ritmo, cinco flujos de rap diferentes y más de 10 años de referencias". La pista utiliza numerosas muestras a lo largo de su tiempo de ejecución, que incluyen un riff de guitarra de «Get Ur Freak On» de Missy Elliott, una línea de bajo de «Could You Be Loved» de Bob Marley, sintetizadores de Xtassy de DJ Nelson y DJ Goldy, una línea de apertura de «Pa' la pared» de Cosculluela y los mismos Jowell & Randy, una muestra de «Guatauba» de Plan B, de Dale Pal' Piso de Wattusi con los mismos Jowell y Ñengo Flow; y una muestra de «El tiburón» de Alexis y Fido, entre otros.

## Recepción crítica
En una reseña para Pitchfork, Isabelia Herrera le otorgó a la canción el galardón "Mejor canción nueva" y luego describió la canción como "una obra maestra técnica" en la que el artista "aprovecha esta nostalgia musical y la transforma en un antídoto para la fórmula más tendencias del panorama pop-reguetón". Griselda Flores de Billboard eligió la canción como una de las pistas esenciales del álbum, diciendo que el cantante "retrocede con esta canción de reggaetón de la vieja escuela" y la elogió por "sus ritmos contagiosos". Suzy Exposito de Rolling Stone se refirió a la canción como "cinco minutos de caos no adulterado" y opinó que Bad Bunny "llega a montar una ola del antiguo reguetón, de la cual era demasiado joven para participar". 
La canción fue colocada en el puesto 329 de las 500 mejores canciones de todos los tiempos por la revista Rolling Stone en 2020.

## Posicionamiento en listas
| Listas (2020)                          | Mejor posición |
| -------------------------------------- | -------------- |
| Argentina (Argentina Hot 100)          | 5              |
| Colombia (Monitor Latino)              | 8              |
| El Salvador (Monitor Latino)           | 12             |
| España (PROMUSICAE)                    | 1              |
| Estados Unidos (Billboard Hot 100)     | 81             |
| Estados Unidos (Hot Latin Songs)       | 4              |
| Estados Unidos (Rolling Stone Top 100) | 49             |
| Honduras (Monitor Latino)              | 1              |
| Nicaragua (Monitor Latino)             | 2              |
| Perú (Monitor Latino)                  | 1              |

## Certificaciones
| País (organismo certificador) | Certificación       | Unidades certificadas |
| ----------------------------- | ------------------- | --------------------- |
| España (PROMUSICAE)           | 3x Platino          | 120 000               |
| Estados Unidos (RIAA)         | 21x platino (latin) | 1 260 000             |